# Vincenzo Camuccini
Vincenzo Camuccini, talvolta indicato anche come Camucini (Roma, 22 febbraio 1771 – Roma, 2 settembre 1844), è stato un pittore e restauratore italiano.

## Biografia
Era il figlio di Giovanni Battista, commerciante in carbone di famiglia ligure, e di Teresa Rotti.
Vincenzo Camuccini fu uno dei più importanti pittori del Neoclassicismo italiano e della pittura di storia, nonostante sia vissuto in un periodo storico, il XIX secolo, dove la cultura romantica aveva preso piede all'interno del panorama artistico-letterario europeo.
Giovanissimo, aveva sposato Maddalena Devoti, figlia di Carlo, eminente medico alla corte pontificia e nipote dell'arcivescovo Giovanni Devoti, massimo esperto di diritto canonico. Questi aveva accompagnato il papa a Parigi per l'incoronazione di Napoleone Bonaparte.

La sorella di Maddalena, Caterina, aveva sposato il ricco banchiere romano, Emilio Bracci, figlio di Virginio, principe del consiglio del Buon Governo e nipote di Pietro Bracci, scultore.
Era fratello di Pietro Camuccini, divenuto famoso per la pulitura del Giudizio universale di Michelangelo nel 1824-25, e che eseguì restauri vari per i Borghese come la revisione della Deposizione di Raffaello e la pulitura della Danae del Correggio nel 1827. Tra gli artisti che frequentarono il suo studio si ricorda il pittore e scultore Giuseppe Meli che lo raggiunse durante il suo soggiorno a Napoli e successivamente e Roma. Dopo la morte della prima moglie e la perdita dell'amato fratello Pietro, attraversa un periodo veramente triste e buio che si ripercuote anche sulla sua produzione artistica, fino a quando nel 1831 si sposa per la seconda volta con la francese Bianca Luisa Emilia Allier di Avignone, unione che lo rinfranca e rende possibile il ritorno alla sua arte.

## La formazione
Nato a Roma il 22 febbraio del 1771 da Giovanni Battista, commerciante in carbone di famiglia ligure, e Teresa Rotti. Rimasto orfano in giovane età, venne educato fin da piccolo alla pittura dal fratello maggiore Pietro, che lo sostenne moralmente e materialmente. Grazie a Pietro, il giovane Vincenzo cominciò ad informare personali orientamenti di gusto e ad accostarsi allo stile di Raffaello, considerato dagli artisti neoclassici, Mengs su tutti, come il modello a cui ispirarsi per la pittura.

Ogni giorno Camuccini visitava le Stanze di Raffaello all'interno degli appartamenti pontifici in Vaticano, si allenava a copiarne lo stile; di quel periodo ci sono pervenuti moltissimi disegni dell'artista romano.

In adolescenza passò prima alla scuola di Domenico Corvi e successivamente a quella più famosa di David.

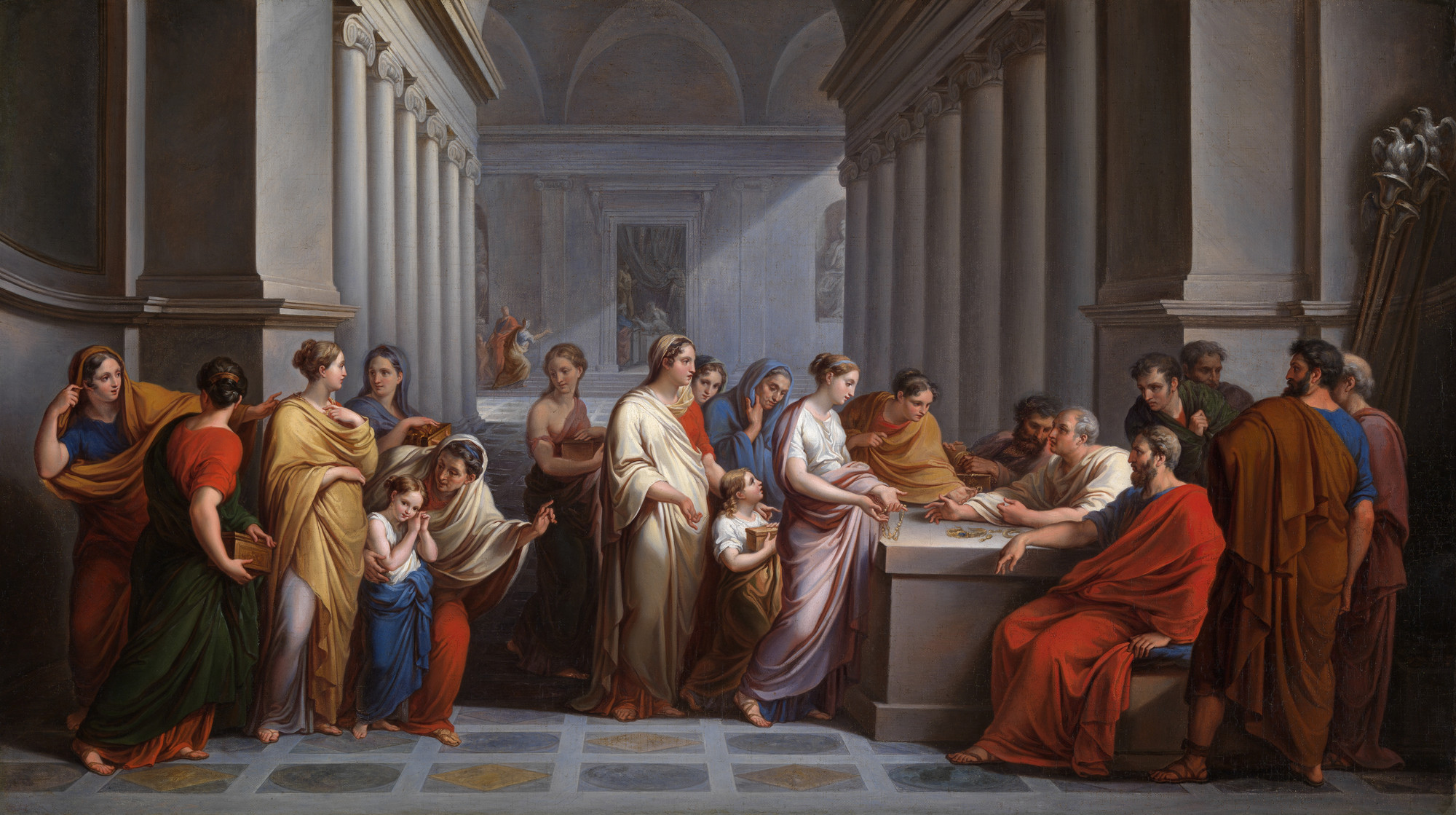
Le donne romane offrono i gioielli per la difesa dello Stato, olio su tela, 72,5x129.

La prima opera pittorica riconosciuta di Vincenzo Camuccini è il Sacrificio di Noè eseguita in tenera età dall'artista, a soli quattordici anni.

Oltre a studiare i capolavori della scultura classica e della pittura rinascimentale, Camuccini amava molto rappresentare la realtà di tutti i giorni, ritraendo sia la natura che la gente della strada per studiarne le espressioni e dare il più possibile ai suoi dipinti una nota realistica. Probabilmente in questo il pittore venne influenzato dal Romanticismo, molto attento alla bellezza e alla grandiosità della Natura, in tutti i suoi particolari. Questo suo interesse nei confronti della resa realistica dei soggetti lo spinse a frequentare gli ambienti ospedalieri della Città Eterna, per eseguire studi sui cadaveri allo scopo di capire il funzionamento dell'anatomia umana.
Durante questi anni realizzò numerose copie dei dipinti di Raffaello, la più apprezzata, eseguita a diciotto anni fu la Deposizione Baglioni della Galleria Borghese, dipinto lodato da molti pittori a lui contemporanei.

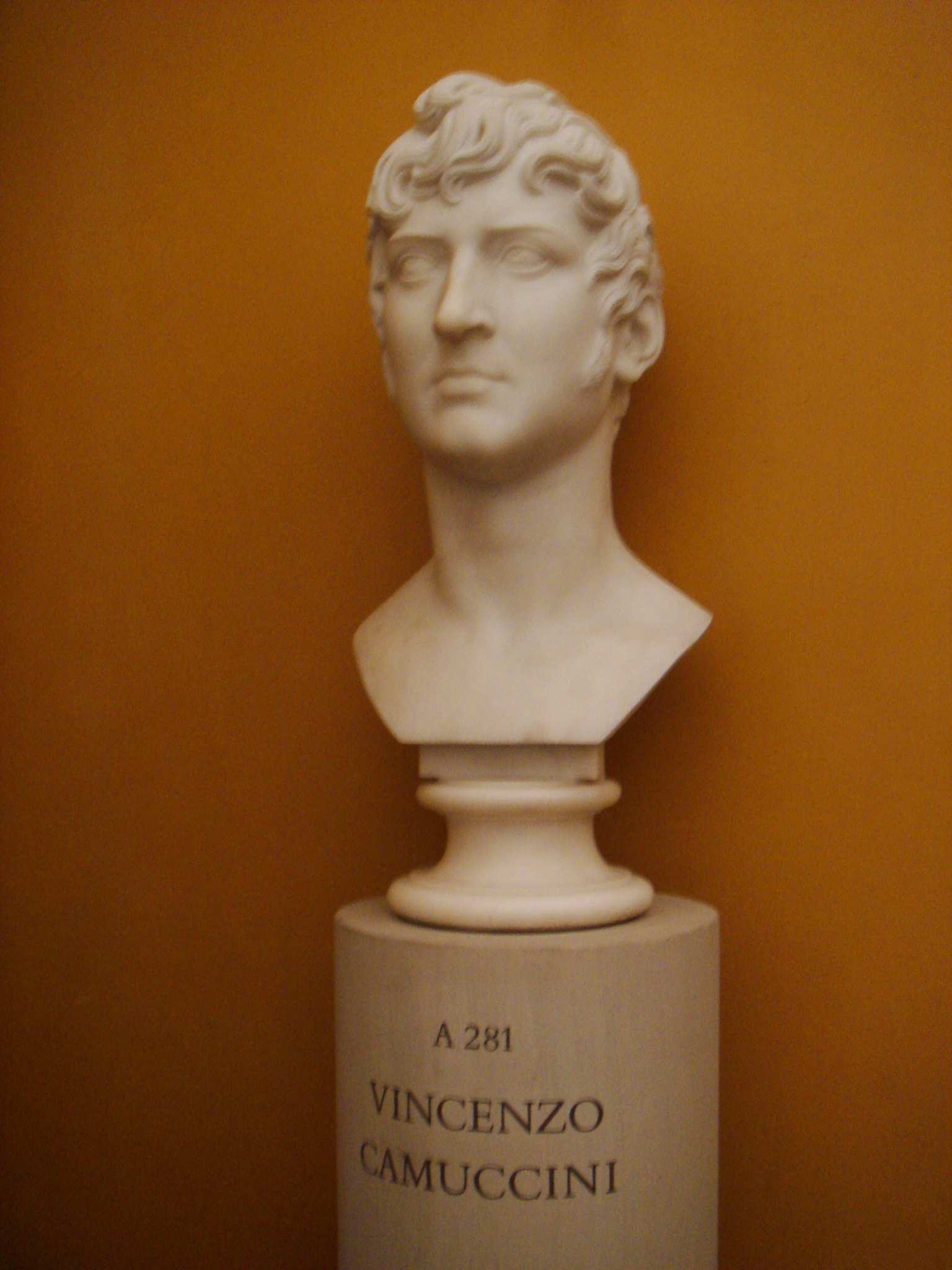
Vincenzo Camuccini in un busto di Bertel Thorvaldsen.

## Ascesa
Dopo aver trascorso anni a copiare i più grandi della storia dell'arte, il Camuccini cominciò a realizzare opere di propria invenzione.

La sua fama crebbe negli anni, portandolo a ricevere commissioni sempre più importanti, fino ad arrivare alla nomina da parte di papa Pio VII a direttore generale della Fabbrica di San Pietro e all'incarico di sovraintendenza ai Musei Vaticani, che negli anni era stato di illustri artisti come Michelangelo, Maderno e Bernini. Per il pontefice realizzò L'Incredulità di San Tommaso e un San Simone e Giuda, due tele di grandi dimensioni per la Basilica di San Pietro.
Contemporaneamente, Vincenzo Camuccini aprì un importante atelier a Roma, frequentatissimo da molti artisti, italiani e stranieri, tra i quali Aleksej Egorovič Egorov.

## Titoli onorifici

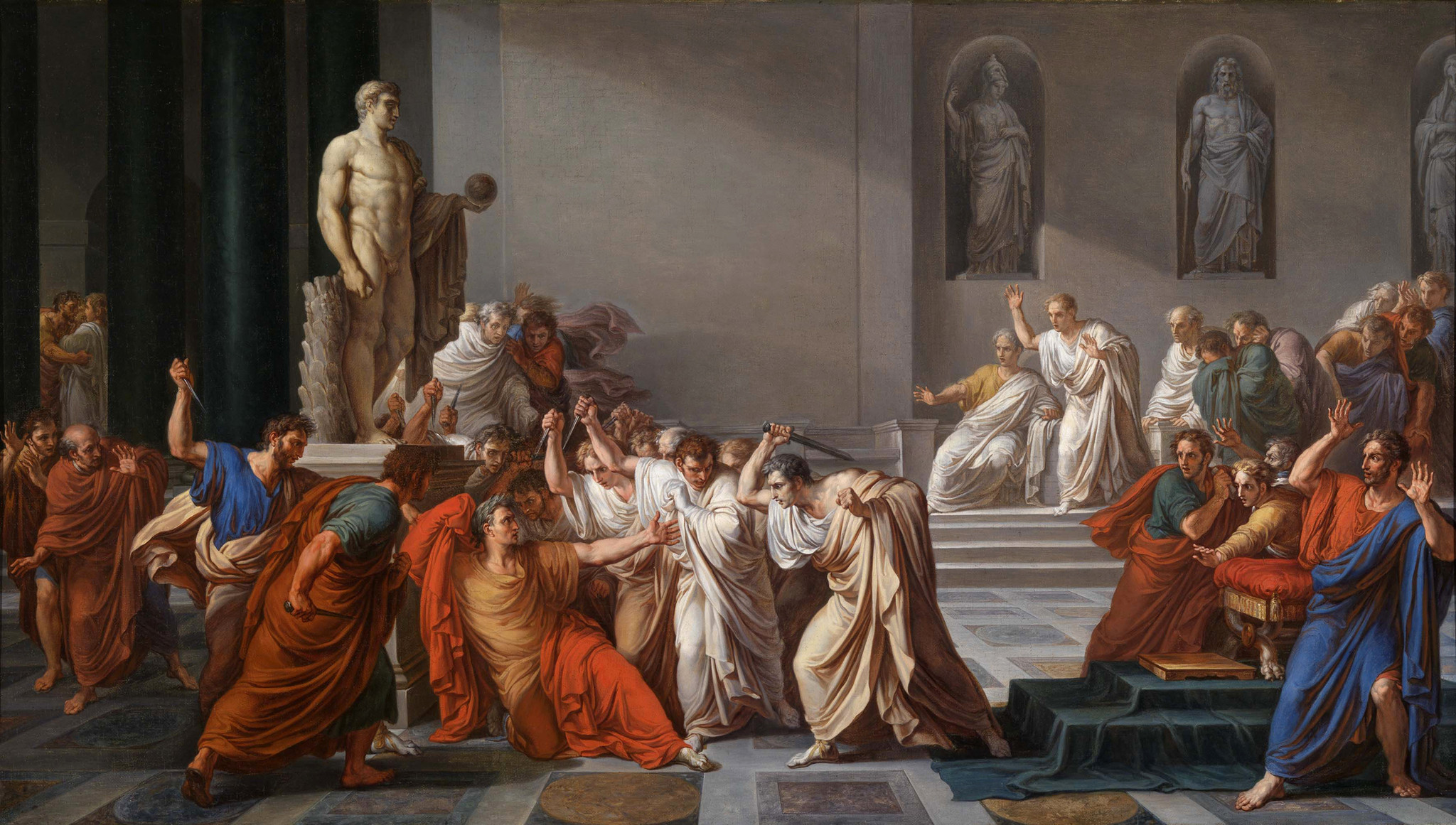
La morte di Giulio Cesare (1804-1805; Roma, Galleria nazionale d'arte moderna).

Dopo aver lavorato per il re di Monaco, per il quale realizzò importanti copie di capolavori del Rinascimento italiano, si trasferì a Napoli alla corte di Ferdinando I, dove rimase per otto mesi, decorando la corte con importanti pitture. Su tutte suscitarono grande ammirazione da parte di importanti personaggi del tempo, come Antonio Canova e Vincenzo Monti, i due dipinti ispirati alle opere di Tito Livio e Plutarco: La morte di Giulio Cesare e La morte di Virginia. La prima delle due fu ispirata anche dalla tragedia voltairiana che andò in scena a Roma nel 1798, l'anno stesso del dipinto. Nel 1819 il re gli affidò l'incarico di direttore artistico della sua corte.
Grazie a due importanti commissioni ricevute da Napoleone, i dipinti di Carlo Magno chiama a Parigi i letterati d'Italia e Germania per la fondazione dell'Università e Tolomeo Filadelfo nella biblioteca di Alessandria realizzati per il palazzo del Quirinale (oggi a Napoli, Museo di Capodimonte), ottenne il titolo di cavaliere dell'ordine del merito delle due Sicilie.
Nel 1826 tornò di nuovo a Napoli, dove lavorò per il successore di Ferdinando, Francesco I.
Con gli anni le commissioni da parte di tutte le più alte cariche europee cominciarono a moltiplicarsi, Camuccini lavorò per i regnanti di Spagna e per il granduca Alessandro II di Russia, per il quale dipinse Virgilio che legge l'Eneide.
Il 28 agosto 1830, papa Pio VIII, lo nominò "barone con breve", titolo nobiliare ereditario, grazie alla realizzazione del ritratto di papa Gregorio Magno, per il tempio di San Nicola in Arena a Roma, e gli affidò il riordino della Pinacoteca vaticana: qui, tra l'altro, il Camuccini fece portare, dalla basilica dei Santi Apostoli, il dipinto Sisto IV nomina il Platina prefetto della biblioteca Vaticana di Melozzo da Forlì.
Il successore Gregorio XVI gli commissionò nel 1830 l'illustrazione del Vangelo, ottantaquattro stampe che il Camuccini realizzò in tre anni.

Per questo pontefice, realizzò varie commissioni, allestì nuovi musei, come i Vaticani ed il museo Lateranense ed i Musei Gregoriani con l'inserimento di importanti opere etrusche ed egiziane. Curò l'esumazione della salma di Raffaello al Pantheon, raffigurò in alcuni disegni la scena e lo scheletro dell'artista.

## Teorie sul restauro

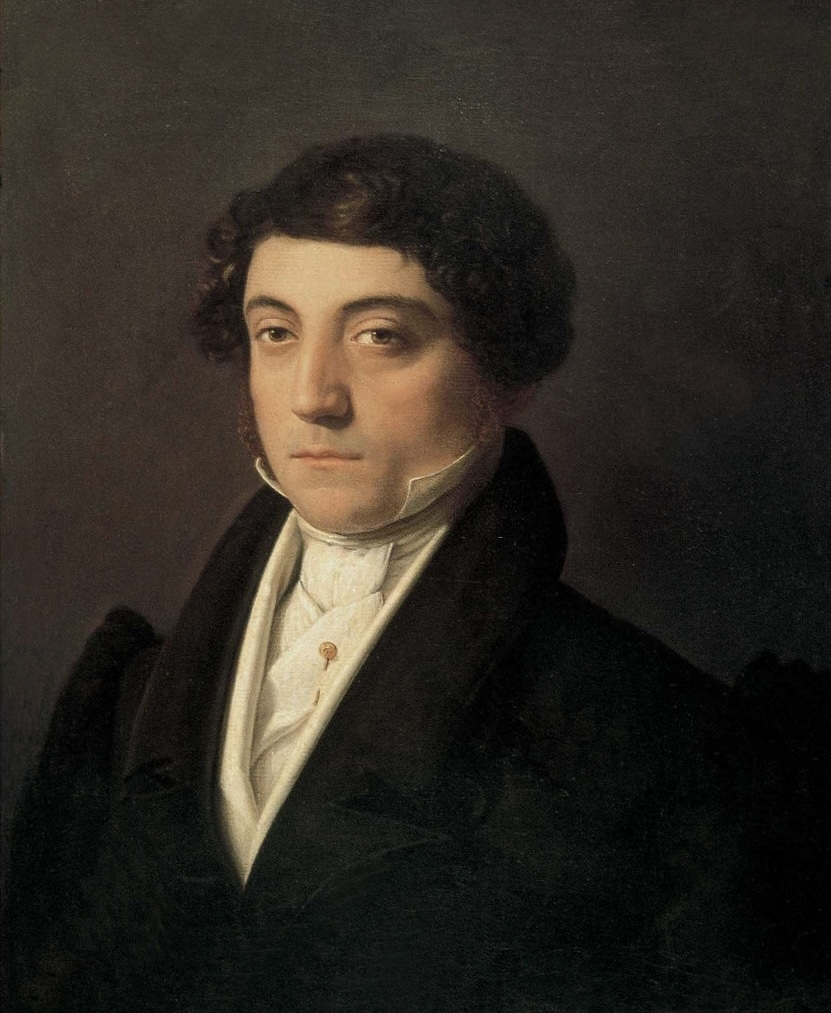
Ritratto di Gioachino Rossini (Milano, Teatro alla Scala).

Compì per Gregorio XVI anche vari lavori di restauro in numerose chiese romane.

In questo frangente nacque una famosa polemica con un'altra importante personalità artistica dell'Ottocento italiano: Tommaso Minardi. I due artisti si scontrarono sulla questione del metodo migliore per eseguire un corretto restauro.
Secondo Camuccini, l'intervento restaurativo doveva essere di tipo integrativo: nel restaurare un'opera d'arte si sarebbero dovute "integrare" le parti mancanti, con l'inserimento di nuove parti, in maniera di non perdere l'armonia del dipinto o della scultura originale.
Per Tommaso Minardi l'intervento doveva essere di tipo conservativo, si doveva cioè fare in modo di salvare le parti restanti dell'opera senza nessun tipo di integrazione con pezzi ex novo che avrebbero intaccato l'originalità del manufatto artistico.

## Gli ultimi anni
Fu eletto principe dell'accademia di San Luca nel 1806 e rimane in carica fino al 1810, quando gli successe lo scultore Antonio Canova. Camuccini ricoprì nuovamente la carica di presidente dell'accademia romana nel 1826.
Nel 1840 dipinse il quadro Furio Camillo caccia i Galli dal Campidoglio, per il principe Carlo Alberto di Savoia, oggi nel Palazzo reale di Genova.
Vincenzo Camuccini morì a Roma l'2 settembre del 1844 dopo che un ictus due anni prima ne aveva fortemente indebolito il fisico. Venne sepolto nella chiesa di San Lorenzo in Lucina dove l'artista era stato battezzato.

## Opere dipinte
- La morte di Cesare (Napoli, Museo di Capodimonte)
- La morte di Virginia (Napoli, Museo di Capodimonte)
- Tolomeo Filadelfo nella biblioteca di Alessandria (Napoli, Museo di Capodimonte)
- La Presentazione al Tempio (Piacenza, San Giovanni in Canale)
- La Conversione di San Paolo (Roma, Basilica di San Paolo fuori le mura)
- San Paolo rapito al terzo cielo (Roma, Basilica di San Paolo fuori le mura)
- Ritratto del cardinale Benedetto Naro Patrizi (Roma, Galleria Spada)
- Ritratto di Matilde Malenchini (Roma, Accademia di San Luca)
- Il Miracolo di San Francesco di Paola (Napoli, Basilica di San Francesco di Paola)
- Giuditta ed Oloferne (Alzano Lombardo, Basilica di San Martino)
- Furio Camillo caccia i Galli dal Campidoglio (Genova, Palazzo Reale)
- San Gregorio invia Sant'Agostino in Inghilterra per convertire quel popolo, opera documentata (Catania, Cappella di San Gregorio, chiesa di San Nicolò l'Arena)[3][4][5]

## Vincenzo Camuccini nei musei
- Galleria nazionale d'arte moderna e contemporanea di Roma;
- Museo nazionale di Capodimonte di Napoli;
- Palazzo Pitti di Firenze.